# Onifai
Onifai ist ein Ort in der Provinz Nuoro in der italienischen Region Sardinien mit 718 Einwohnern (Stand 31. Dezember 2023).
Onifai liegt 36 km östlich von Nuoro. Beim Ort liegt das Gigantengrab von Cutinas
Die Nachbargemeinden sind: Galtellì, Irgoli, Orosei und Siniscola.